# Kirche von Germigny-des-Prés
Die Kirche von Germigny-des-Prés (auch Oratorium von Germigny des Pres oder Theodulfs Kapelle) ist ein vorromanischer, karolingischer Kirchenbau in der heutigen französischen Gemeinde Germigny-des-Prés im Loiret (Region Centre-Val de Loire). Sie wurde im Jahr 806 fertiggestellt und ist einer der ältesten erhaltenen Kirchenbauten Frankreichs. Die Kirche und die ehemalige Abtei waren eine Gründung Theodulfs von Orléans. Die Architektur lehnte sich an die Aachener Pfalzkapelle Karls des Großen an.

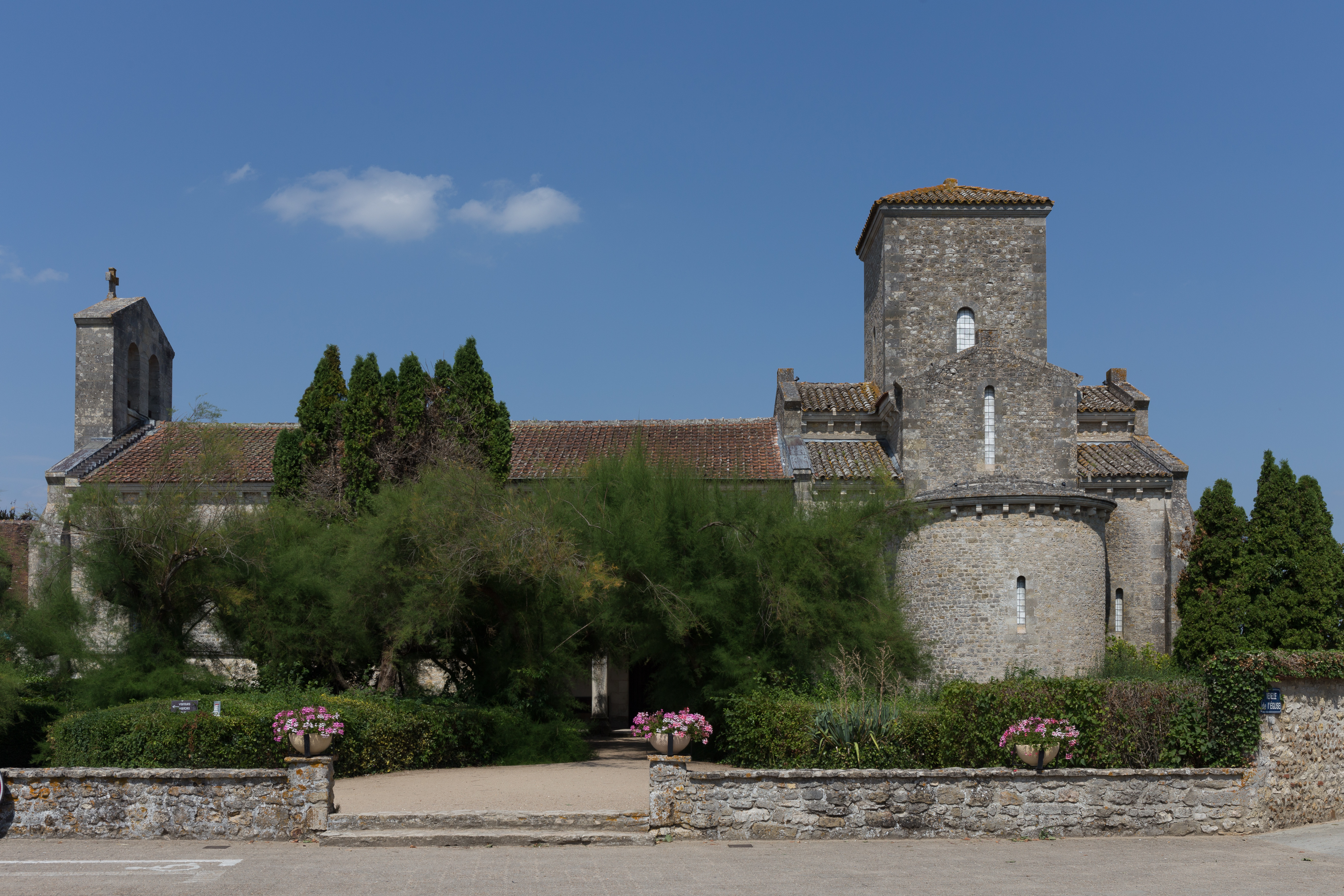
Kirche von Germigny-des-Prés

## Gründung Theodulfs
Der Gote Theodulf von Orléans, geboren in Spanien, war Kanzler und „gebildetster Berater“ Karls des Großen, Bischof von Orleans und Abt der bedeutenden, nahe gelegenen Abtei von Fleury. Er errichtete den Kirchenbau als seine private Hauskapelle (Oratorium) bei seiner Villa. Das Oratorium wurde zwischen 803 und 806 errichtet und am 3. Januar 806 geweiht.

## Architektur

Grundriss des Oratoriums

Die Abteikirche von Germigny-des-Prés mit der Kirche war ursprünglich ein Zentralbau. Sie wurde auf dem Grundriss eines griechischen Kreuzes errichtet, mit je einer Apsis nach Westen und Osten. Die westliche Apsis wich im 15. Jahrhundert einem Längsschiff. In der östlichen Apsis befindet sich ein bedeutendes Mosaik nach byzantinischem Vorbild.
Der alte Zentralbau besteht aus einem mittleren Quadrat und Konchen an jeder Seite, also runden Kapellenanbauten oder Nischen, wobei die östliche Chorkonche von Nebenapsiden begleitet wird.
Die Form dieses Oratoriums wurde in deutlicher, bewusster Anlehnung an die Pfalzkapelle Karls des Großen in Aachen gewählt, aber auch armenische und westgotische Einflüsse werden vermutet.

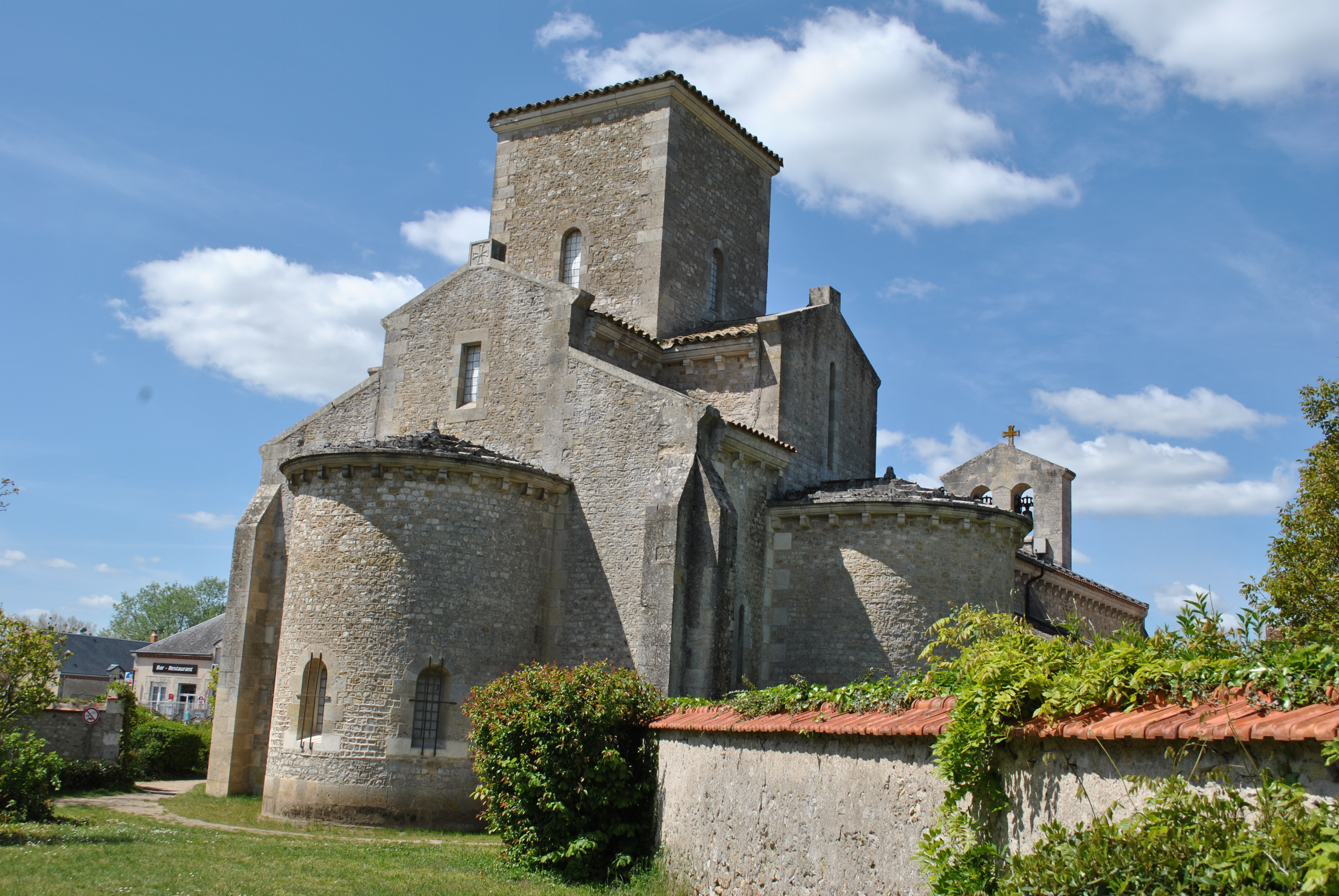

Ein besonderes Bauteil ist der von vier Pfeilern gebildete schachtartige Mittelraum mit einer Kuppel. Diese Kuppel wird getragen von hohen Mauern, welche durch dreiteilige Arkadenfenster unterbrochen sind. Dieses gesamte Baumotiv ist für die Geschichte der Architektur von großer Bedeutung. Solche Bauwerke sind wahrscheinlich von spanischen Bauten beeinflusst, die ihrerseits auf byzantinische Kreuzkuppelkirchen zurückgehen.
Die in der Vierung zu sehende sehr geschickt konstruierte Raumstaffelung nach oben über eine Ebene von durchbrochenen Mauerstücken hinweg stellt für die damalige Zeit – zusammen mit Aachen – eine fundamentale Neuerung dar, nämlich einen Laternenturm. Der Bau geht somit über die antike byzantinisch geprägte Tradition in einem entscheidenden Punkt hinaus.

## Mosaik

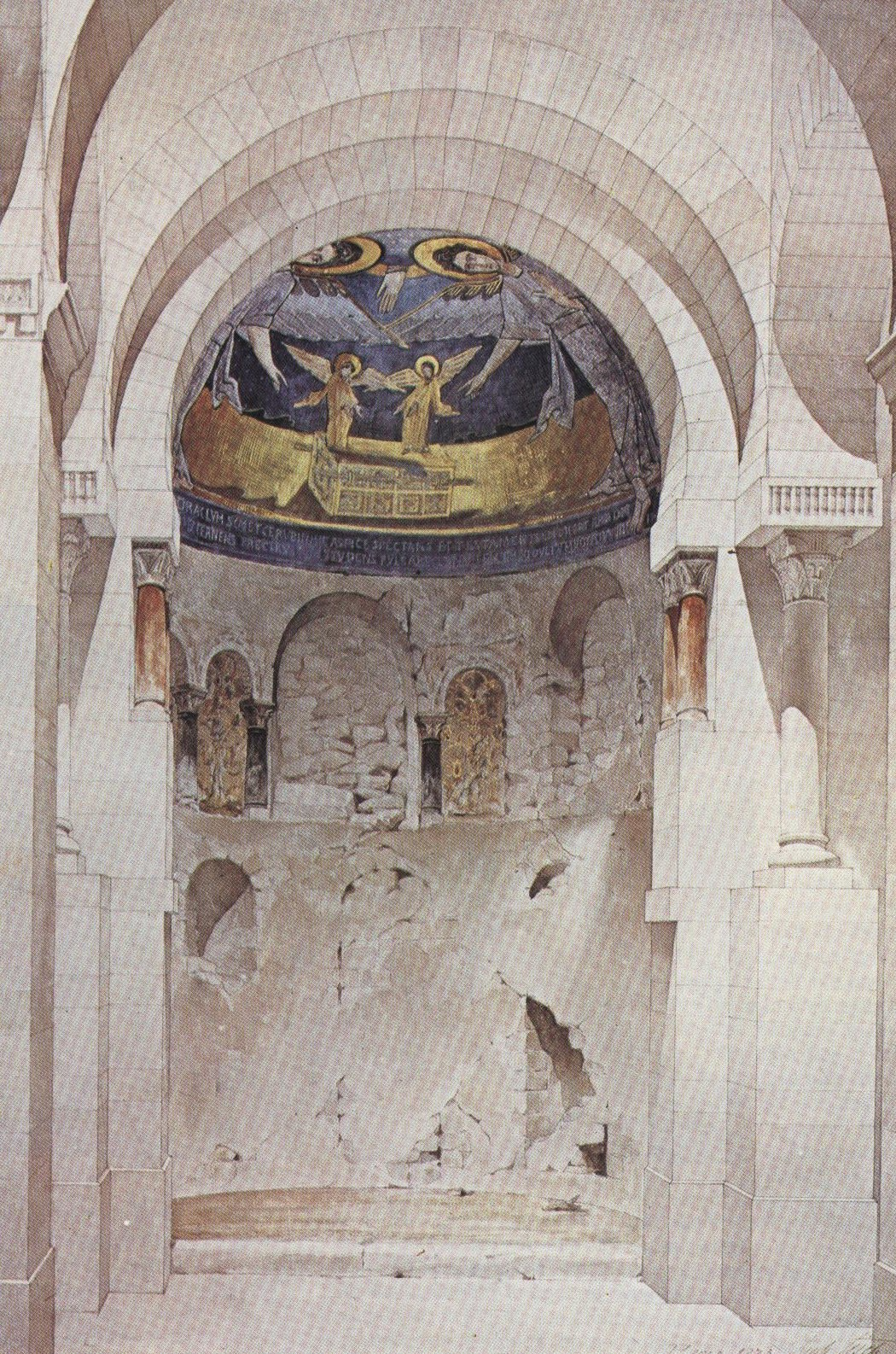
Apsis mit Mosaik, Zeichnung von Juste Lisch 1873

Das Mosaik in der Apsis stammt ebenfalls aus den Jahren um 806. Es handelt sich um das einzig erhaltene karolingische Mosaik nördlich der Alpen, das damit zu den ältesten überhaupt auf französischem Boden gehört. Das im byzantinischen Stil gehaltene Bildprogramm dürfte auf Vorgaben von Theodulf persönlich zurückgehen. Zu sehen ist die Bundeslade umgeben von zwei großen und zwei kleinen Engeln (Cherubim), die – ebenso wie die aus dem Blau des Himmels herabweisende Hand Gottes – auf die Lade zeigen. In seiner Gestaltung ist eine Verwandtschaft mit den Miniaturmalereien der Hofschule Karls des Großen nicht zu übersehen.
Die Übersetzung der lateinischen Inschrift unterhalb des Mosaiks lautet in etwa: „Schaue und betrachte das heilige Orakel und die Cherubim und das Leuchten der Arche des göttlichen Bundes. Bei dieser Betrachtung bemühe Dich, den Herrn des Donners zu rühren, und bedenke Theodulf in deinen Gebeten.“
Das Mosaik wurde 1840 zufällig unter dem Putz gefunden, nachdem Kinder mit blauen und goldenen Mosaiksteinchen gespielt hatten, und wurde seither restauriert. Noch in der ersten Hälfte des 20. Jahrhunderts waren die Mosaike an den Wänden, die den Altar umschließen, erhalten. Sie zeigten eine Darstellung des Paradieses.

## 15. bis 19. Jahrhundert
Die Villa Theodulfs wurde im Zuge der Normannen-Einfälle zerstört – einzig die Kapelle blieb erhalten. Im Mittelalter wurde die Kirche Priorei, später Pfarrei von Saint-Benoît-sur-Loire. Im 15. Jahrhundert wurde der Grundriss um ein Langschiff erweitert, das bei den Restaurierungen des 19. Jahrhunderts verlängert, um einen Glockengiebel ergänzt und im Aussehen an die karolingischen Bauteile angepasst wurde.
Erst im 19. Jahrhundert erkannte man die Einzigartigkeit der Kirche von Germigny-des-Prés und versuchte, den ursprünglichen Zustand wiederherzustellen. Zwar ist die Bausubstanz seit dieser Zeit stark erneuert, die architektonische Idee im Wesentlichen aber zurückgewonnen. 1840 wurde der Kirchenbau zum Monument historique erklärt und zwischen 1867 und 1887 unter der Leitung von Juste Lisch – wenn auch ungenau – restauriert.

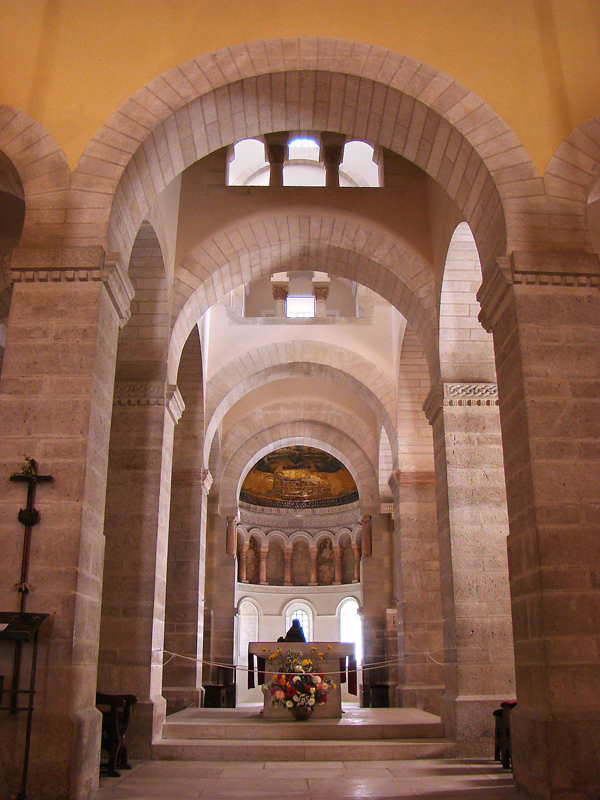
Vierung und östliche Apsis
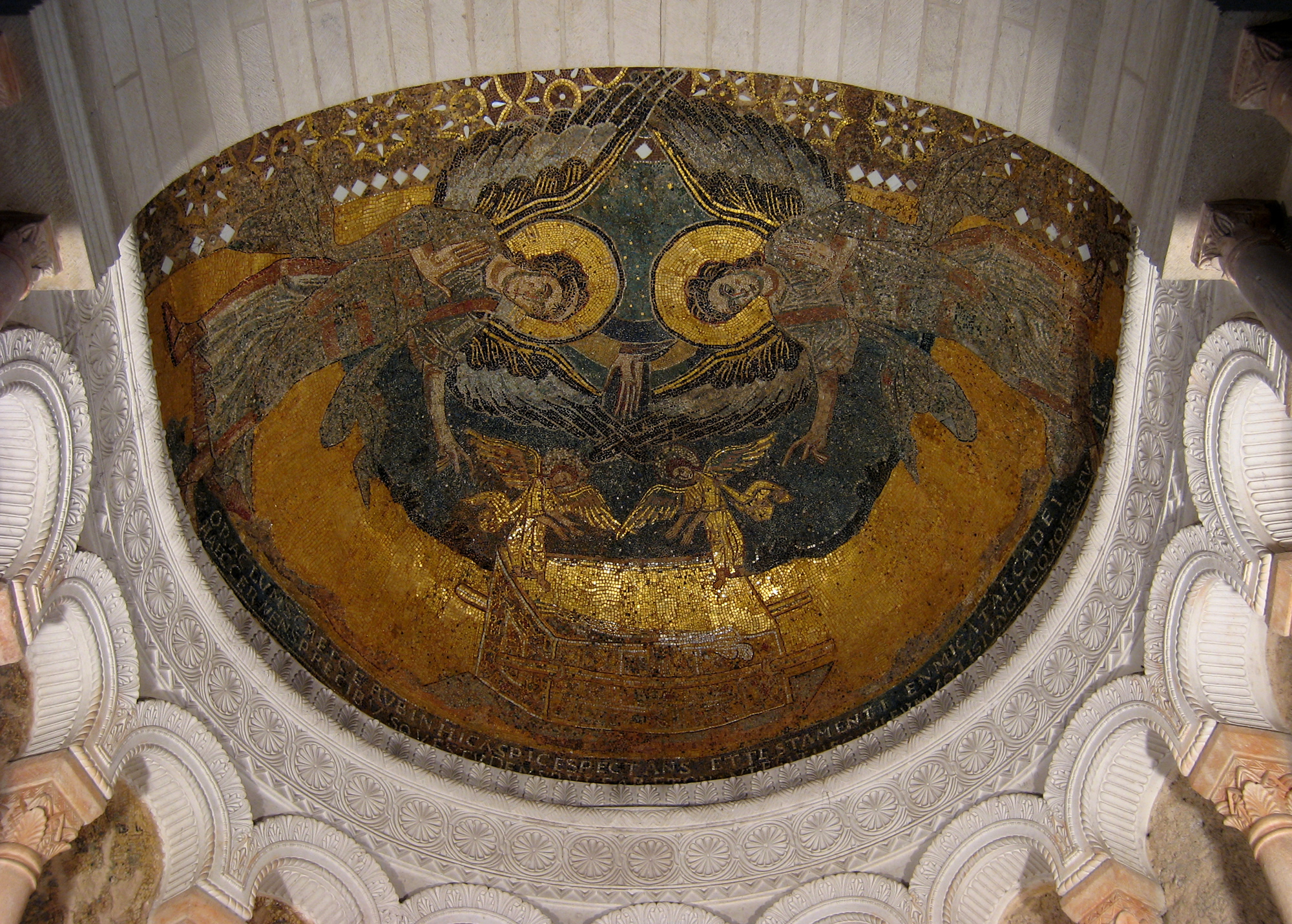
Das Mosaik in der Apsis
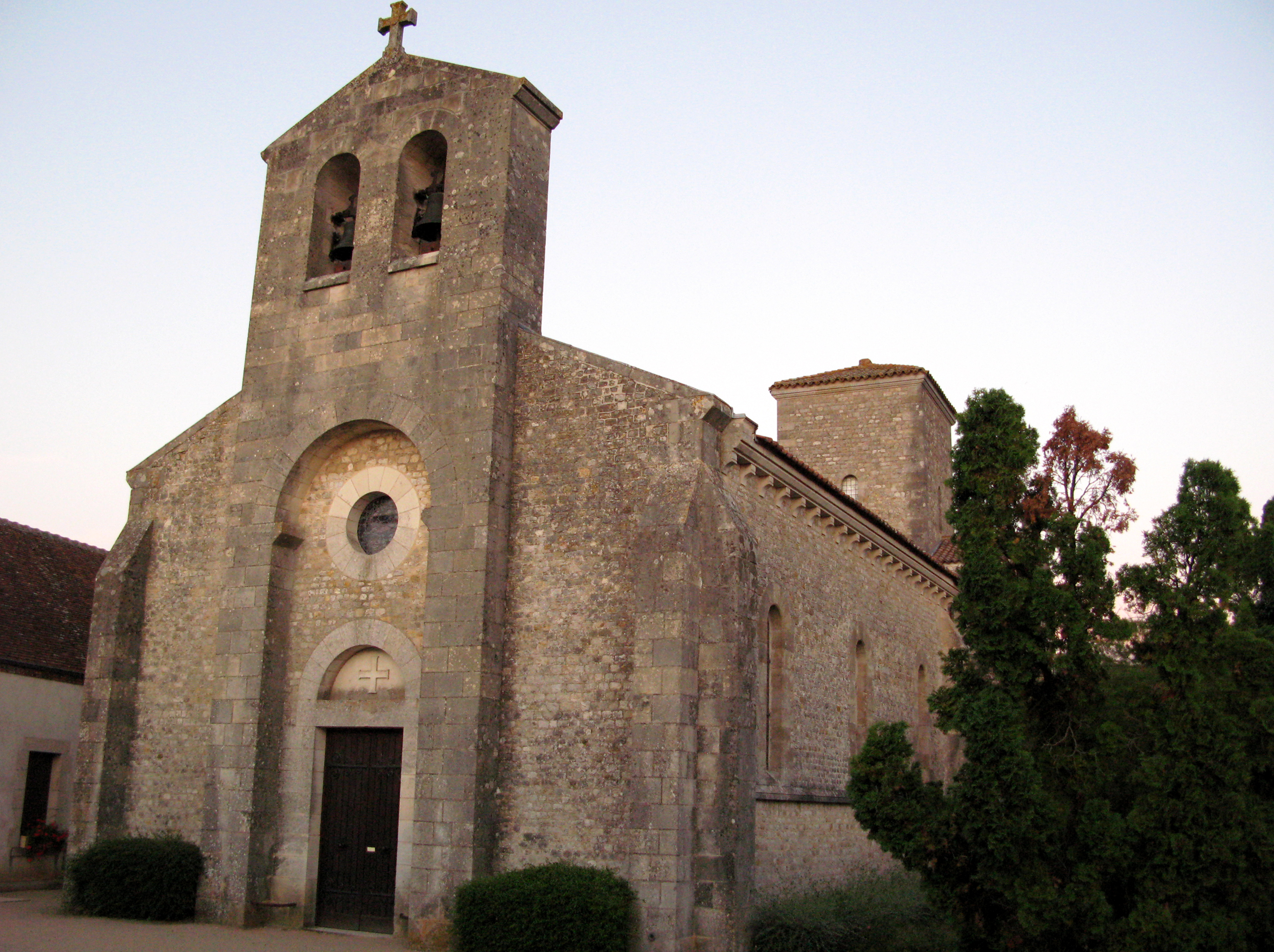
Portal und Langhaus (15. Jhdt.)
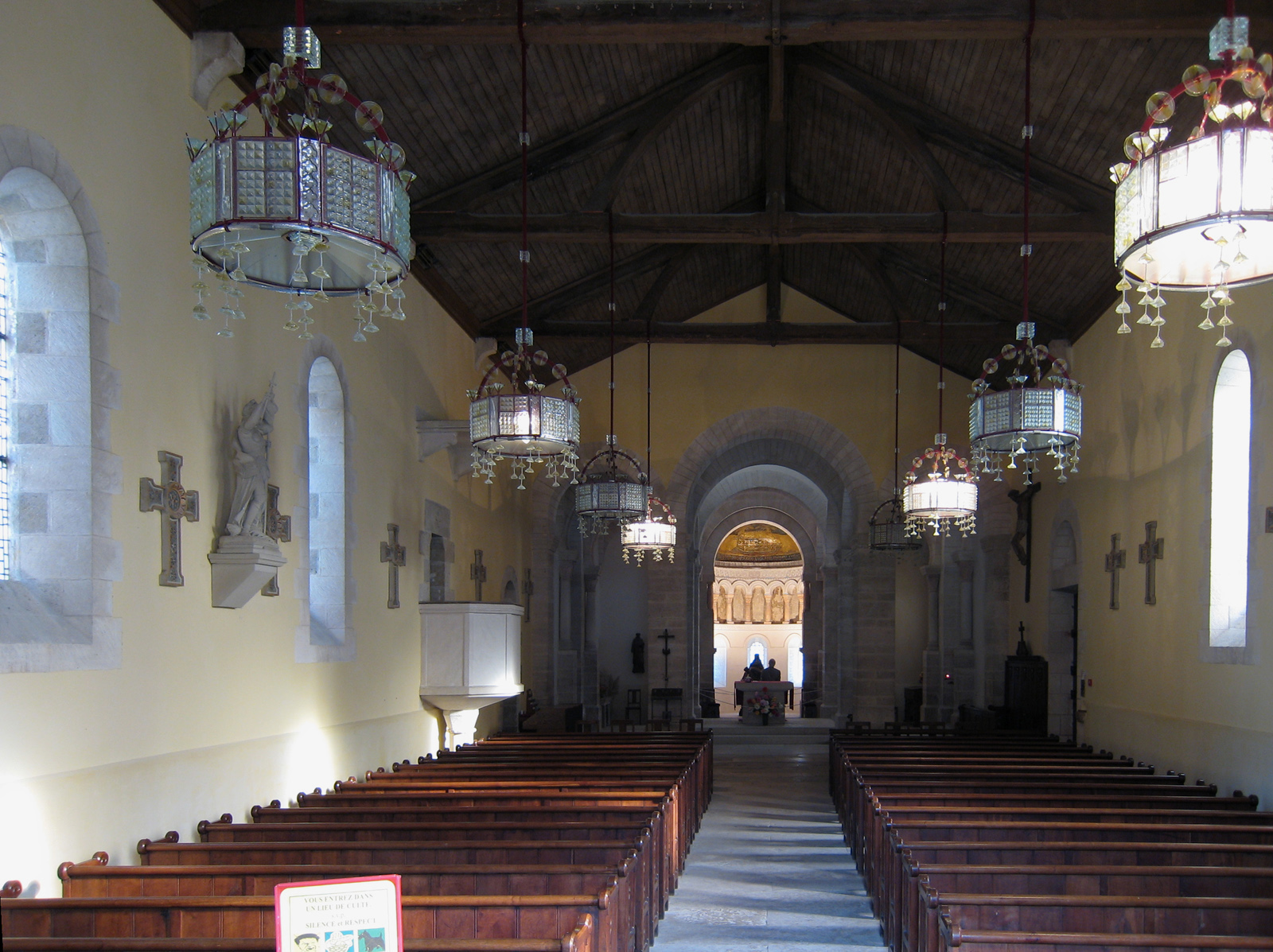
Langhaus (innen)
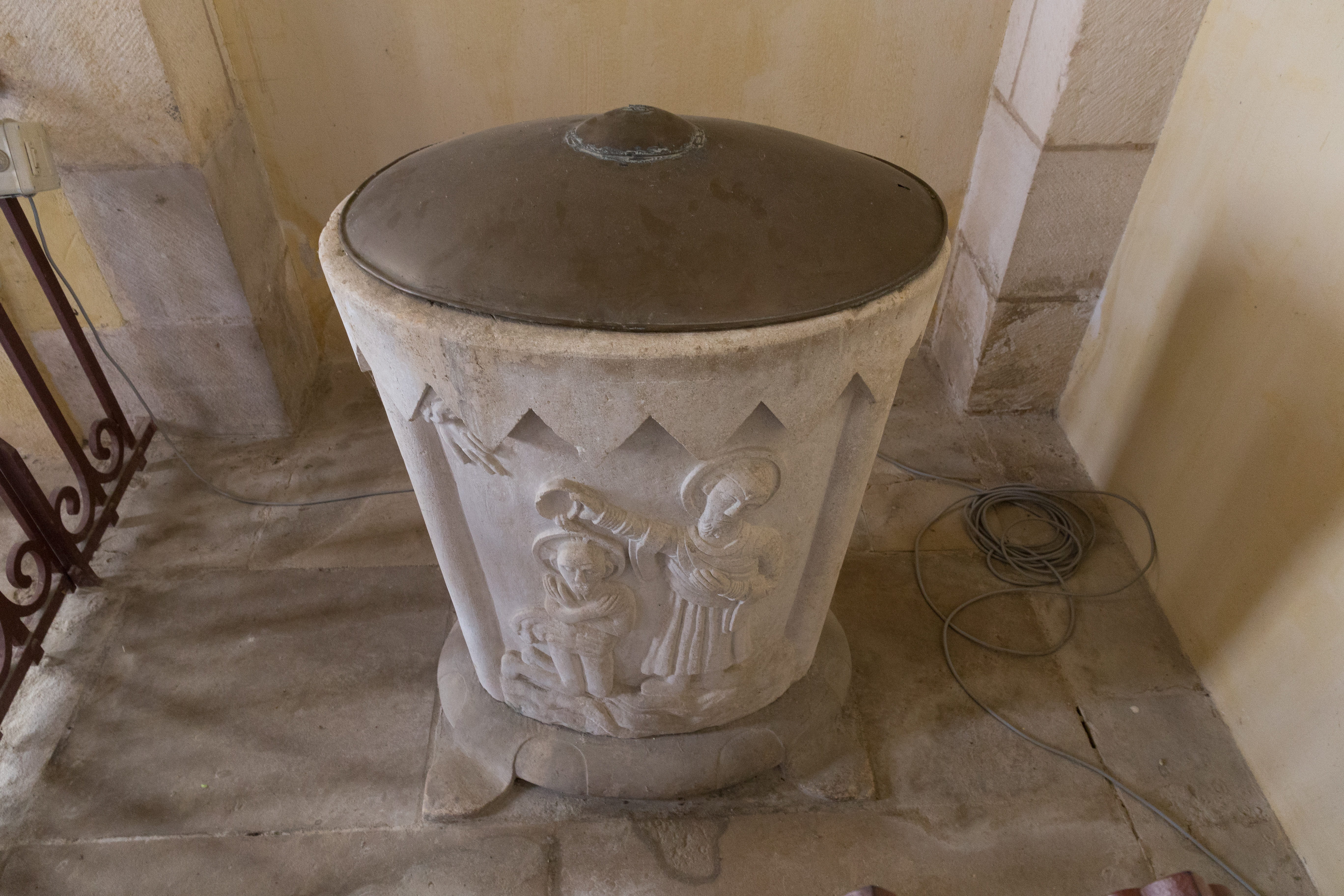
Taufbecken